# Універсальна вершина
Універсальна вершина — це вершина неорієнтованого графа, яка суміжна всім іншим вершинам графа. Вона може також називатися домінівною вершиною, оскільки вона утворює одноелементну домінівну множину в графі.
Граф, який містить універсальну вершину, можна також назвати конусом. У цьому контексті універсальну вершину називають апексом конуса, однак це конфліктує з термінологією верхівкових графів, в яких іноді апексом називають вершину, видалення якої робить граф планарним.

## У спеціальних сімействах графів
Зірки — це дерева, які мають універсальну вершину і можуть бути побудовані шляхом додавання універсальної вершини в незалежну множину. Колеса, аналогічно, можна утворити шляхом додавання універсальної вершини в цикл. У геометрії тривимірні піраміди мають колеса як кістяки, а більш загальні графи будь-якої піраміди в просторі будь-якої розмірності мають універсальну вершину як вершину (апекс) піраміди.
Тривіально досконалі графи (графи порівнянності дерев з теорії множин) завжди містять універсальну вершину, а саме, корінь дерева, і можуть бути описані як графи, в яких будь-який породжений підграф містить універсальну вершину. Досконалі порогові графи утворюють підклас тривіально досконалих графів, так що вони містять універсальну вершину. Їх можна визначити як графи, які можна утворити шляхом повторюваного додавання або універсальної вершини, або ізольованої вершини (тобто вершини без ребер).
Будь-який граф з універсальною вершиною розбірний і майже всі розбиранні графи мають універсальну вершину.

## Інші властивості
У графі з n вершинами універсальна вершина — це вершина, степінь якої в дорівнює n − 1. Тому, подібно до розщепних графів, графи з універсальною вершиною можна розпізнати чисто за їхньою послідовністю степенів без перегляду структури графів.